# Carolin Behrmann
Carolin Behrmann (* 1975) ist eine deutsche Kunsthistorikerin.

## Leben
Nach dem Studium in Tübingen, Bologna und Berlin war sie von 2001 bis 2011 wissenschaftliche Mitarbeiterin am Institut für Kunst- und Bildgeschichte an der Humboldt-Universität zu Berlin. 2011 wurde sie dort an der Philosophischen Fakultät promoviert. Nach Forschungsaufenthalten u. a. in Rom, Paris, Los Angeles und Florenz leitete sie von 2014 bis 2019 die Minerva-Forschergruppe am Kunsthistorischen Institut in Florenz, Max-Planck-Institut „Nomos der Bilder. Manifestation und Ikonologie des Rechts“.  Sie nahm den Ruf auf die W3-Professur für Allgemeine Kunstgeschichte am Kunstgeschichtlichen Institut der Ruhr-Universität Bochum an und wurde am 1. Oktober 2021 ernannt.

## Schriften (Auswahl)
- Grab, Kult, Memoria. Studien zur gesellschaftlichen Funktion von Erinnerung. Horst Bredekamp zum 60. Geburtstag am 29. April 2007. Hrsg. mit Arne Karsten und Philipp Zitzlsperger. Köln, Weimar, Wien: Böhlau 2007, ISBN 978-3-412-21506-4.
- Autopsia: Blut- und Augenzeugen. Hrsg. mit Elisabeth Priedl. Leiden, Niederlande: Brill/Fink 2013, ISBN 978-3-8467-5493-1.
- Images of Shame. Infamy, Defamation and the Ethics of oeconomia. Hrsg. Carolin Behrmann. Berlin: De Gruyter 2016, ISBN 9783110312270.
- Tyrann und Märtyrer. Bild und Ideengeschichte des Rechts um 1600. Berlin: De Gruyter 2015, ISBN 978-3-11-036350-0.